# Jeanne (film, 1934)
Pour les articles homonymes, voir Jeanne.
Pour plus de détails, voir Fiche technique et Distribution.
Jeanne est un film français de Georges Marret sorti en 1934.

## Fiche technique
- Réalisateur : Mise en scène de Georges Marret, supervision de Victor Tourjanski
- Scénariste : Henri Duvernois, d'après sa pièce de théâtre[1],[2]
- Décors et costumes : Eugène Lourié
- Photographie : Raoul Aubourdier, Harry Stradling Sr.
- Montage : Jean Feyte
- Sociétés de production : Productions Georges Marret et Société des Films Gaby Morlay[1]
- Producteurs : Georges Marret et Gaby Morlay
- Société de distribution :   Les Distributeurs Français
- Pays :  France
- Format : Noir et blanc  - Son mono - 1,37:1
- Genre : Drame
- Durée : 85 minutes
- Date de sortie : 
  - France : 30 novembre 1934
- Affiche : Jean-Adrien Mercier

## Distribution
- Gaby Morlay : Madeleine Préolier
- André Luguet : André Savignolle
- Hélène Perdrière : Evodie
- Robert Vattier : Charles Fuqui
- Jean Sinoël : M. Vieuville
- Jeanne Lion : Mme Savignolle
- Andrée Ducret : Mme Vieuville
- Nadia Sibirskaïa : la jeune fille
- Marcelle Barry : Charlotte
- Ariane Borg : Françoise
- Julien Clément : le médecin
- Pierre Finaly : M. Gageret
- Claire Gérard : Mme Gageret
- Jeanne Lamy
- Claude Borelli